# Jeudakija Uralawa
Jeudakija Uralawa (belarussisch Еўдакія Уралава; * 22. August 1902 in der Ujesd Roslawlski, Gouvernement Smolensk, Russisches Kaiserreich;  † 17. Mai 1985 in Minsk, Weißrussische SSR, UdSSR) war eine in den 1940er Jahren auf der internationalen Bühne agierende belarussische Politikerin und Diplomatin.

## Leben und politische Arbeit
Jeudakija I. Uralawa hatte eine Ausbildung als Geschichtslehrerin und wohl vor ihrer Zeit bei der UN als leitende Angestellte im Bildungsministerium gearbeitet.
Sie war 1947 Gründungsmitglied und Berichterstatterin der Kommission der Vereinten Nationen zur Rechtsstellung der Frau (UNCSW). In dieser Funktion wirkte sie wesentlich an der Formulierung der Allgemeinen Erklärung der Menschenrechte mit. Hauptanliegen war ihr die gleiche Bezahlung von Mann und Frau
Uralawa betonte: „Die Frage von politischen, ökonomischen und sozialen Rechten von Frauen sind immer ein guter Maßstab für die demokratischen Rechte in einem Land.“
Dank ihrem Einsatz stellt der Artikel 23 fest: „Jeder, ohne Unterschied, hat das Recht auf gleichen Lohn für gleiche Arbeit.“ Zusammen mit Fryderyka Kalinowska aus Polen und Elizavieta Popova aus der UdSSR betonte sie die Rechte von Menschen, die in Ländern mit eingeschränkter Souveränität leben. (Artikel 2).
Eleanor Roosevelt, die Leiterin der UN-Menschenrechtskommission, betonte in ihren Tagebuchaufzeichnungen aus dieser Zeit die angenehme Atmosphäre in der Zusammenarbeit.
1948 besuchte sie die USA als Ministerin ihres Landes.
Von 1950 bis 1958 war Uralawa als stellvertretende Vorsitzende des Ministerrats tätig und war zudem Abgeordnete des Obersten Sowjets der Weißrussischen SSR.

## Weiterführende Literatur
- Rebecca Adami, Women and the Universal Declaration of Human Rights, Routledge. 2018, ISBN 978-0-429-79552-7
- Jain, Devaki, Women, Development, and the UN. Bloomington, Indiana University Press, 2005, ISBN 978-0-253-21819-3
- Alston, Phillip, The United Nations and human rights: a critical appraisal. New York, Oxford University Press, 1992, ISBN 0-19-826001-6